# Laurent Bouchel
Pour les articles homonymes, voir Bouchel.
Laurent Bouchel est un juriste et écrivain français né le 7 juillet 1559 à Crépy-en-Valois et mort le 19 avril 1629 (à Paris ?).

## Biographie
Laurent Bouchel nait à Crépy-en-Valois le 7 juillet 1588. Il est le fils de Claude Bouchel, receveur ordinaire du duché de Valois, mort avant sa naissance, et de Charlotte de Boves. Il a un frère aîné, Florent, qui embrasse l'état ecclésiastique et vit encore en 1616. Sa mère lui donne une bonne éducation et destine à la profession d'avocat.   
Il arrive à Paris à l'âge de quatorze ans. Il s'installe rue Taranne, au faubourg Saint-Germain et se livre à l'étude du droit civil et canonique, ainsi que - par intervalles - les langues grecques et hébraïques. Il se fait rapidement connaître et est reçu avocat à la cour du Parlement de Paris.
En 1615, il publie Bibliothèque ou Trésor du droit François, en deux volumes in-folio chez le Libraire Foucaut. Il fit aussi imprimer en l'année 1615 un commentaire sur Cicéron sous le titre In leges Ciceronis de jure publico commentaria. En 1616, il publie Curiosités où sont contenus les résolutions de plusieurs belles questions, touchant la Création du monde jusqu’au Jugement. Il est élu de Crépy en 1616 et 1617. En 1618, il publie un nouveau volume intitulé Enchiridion christiani jurifconsulti. On lui attribue une Grammaire Hébraïque, qui parut manuscrite en 1620. Les libraires de Paris désirant avoir un recueil raisonné de leurs Statuts, prièrent Laurent Bouchel de les rédiger. Ces Statuts furent imprimés in-quarto, au frais de Jaillot Libraire en 1620. Le traité du même auteur sur La Justice criminelle de France paraît in-quarto en 1621, par les soins de Jean Petit.
Il compose d'autres écrits, dont l'impression est sans date. Il fait un Code historial de la France, qu'il cite à la p. 32 de son Commentaire sur la coutume du Valois. Il cite aussi à la p. 13 de son Commentaire sur la coutume de Senlis, une édition qu'il avait donnée de la Conférence de Pierre Guenois et qu'il avait considérablement augmentée. Il fait paraître une seconde édition de cet ouvrage à Paris en 1678, sous ce titre : Grandes Conférences des Ordonnances de Pierre Guenois. Il laisse un Journal.
Attaqué par ses ennemis, il fait un séjour à la Bastille. Le premier président Nicolas le Jay prend alors en main sa défense et obtient son élargissement.   
Il meurt le 19 avril 1629.

## Œuvres
- La Bibliothèque ou Trésor du droit français, Paris, 1615. D'autres éditions en 1629, 1666 et 1689. Une édition de 1771 est attestée à la page 5 de ce document.
- Decretorum Ecclesiae Gallicanae libri octo, Paris, Murai, 1609.
- une édition de Grégoire de Tours
- Monachi historia Gaudefredi Ducis Normannorum cum notis
- Commentaire sur la Coutume du Valois
- In leges Ciceronis de jure publico Commentaria, 1615
- Curiosités où sont contenues les résolutions de plusieurs belles questions, touchant la Création du monde jusqu'au Jugement, 1616.
- Enchiridion christiani jurisconfulti, 1618
- ? Grammaire hébraïque, 1620
- Recueil raisonné des statuts des libraires de Paris, 1620.
- La Justice criminelle de France, 1621
- Code Historial de la France
- Commentaire fur la Coutume de Senlis
- Conférence de Pierre Guenois

## Pour approfondir